# Beierolpium kerioense
Espèce
Beierolpium kerioense est une espèce de pseudoscorpions de la famille des Olpiidae.

## Distribution
Cette espèce est endémique du Kenya. Elle se rencontre vers Kabarnet.

## Étymologie
Son nom d'espèce, composé de kerio et du suffixe latin -ense, « qui vit dans, qui habite », lui a été donné en référence au lieu de sa découverte, le Kerio.

## Publication originale
- Mahnert, 1982 : Die pseudoskorpione (Arachnida) Kenyas. 3. Olpiidae. Monitore Zoologico Italiano, Supplemento, vol. 16, no 11, p. 263-304.